# Aeroportul Beaver Creek
Aeroportul Beaver Creek (IATA: YXQ, ICAO: CYXQ) este un aeroport din Yukon, Canada.
Situat la o altitudine de 650 m, aeroportul dispune de o singură pistă.